# Uloborus minutus
Uloborus minutus es una especie de araña araneomorfa del género Uloborus, familia Uloboridae. Fue descrita científicamente por Mello-Leitao en 1915.
Habita en Brasil.